# Asmoday’s Wings
Asmoday’s Wings (Асмодеевы Крылья) ist eine 2006 als Krylja (Крылья) gegründete und 2010 umbenannte Funeral-Doom-Band.

## Geschichte
Asmoday’s Wings wurde 2006 in Murmansk von Bogdan „Sergious Malicious“ Sergay gegründet. Die Band veröffentlichte noch als Krylja das Debüt Одна капля бездны … 2008 und 2010 das Nachfolgealbum Осколки былой веры über Satanarsa Records. Unter dem Bandnamen Asmoday’s Wings erschien, ebenfalls über Satanarsa Records, 2014 Невыносимая искусственность материалистического бытия. Rezensionen bleiben weitestgehend aus, beurteilten die Veröffentlichungen allemal als mittelmäßig bis schlecht.

## Stil
Das Label kategorisiert die Musik der ersten Alben als „Raw Experimental Funeral Doom“, jene des dritten Albums als „Raw Atmospheric Funeral Doom“. Rezensionen verweisen auf einen bestrebt avantgardistisch rohen Klang disharmonischer Verbindung von gutturalem Gesang, dissonanten Riffing und Keyboardspiel sowie einer fragmentierten Schlagzeugprogrammierung.

## Diskografie
- 2008: Одна капля бездны … (Album, Satanarsa Records)
- 2010: Осколки былой веры (Album, Satanarsa Records)
- 2014: Невыносимая искусственность материалистического бытия (Album, Satanarsa Records)
- 2024: Утопический вакуум тотального одиночества (Download-Album, Selbstverlag)